# Выготский, Лев Семёнович
Лев Семёнович Выго́тский (имя при рождении — Лев Си́мхович Вы́годский; 5 [17] ноября 1896, Орша, Могилёвская губерния — 11 июня 1934, Москва) — советский психолог. Основатель марксистской исследовательской традиции изучения высших психологических функций и построения авангардной футуристической науки о «новом человеке» (критики указывают на сходство «нового человека» и «сверхчеловека» у Ф. Ницше, Л. Д. Троцкого) коммунистического будущего (альтернативное название: «вершинной психологии») и новой психологической теории сознания.
Эта психологическая традиция стала известна начиная с критических работ 1930-х годов как «культурно-историческая психология» (или же, иначе, культурно-историческая теория в психологии). Автор литературоведческих публикаций, работ по педологии и когнитивному развитию ребёнка. Объединил вокруг себя коллектив исследователей, известный как «круг Выготского — Лурии» (также «круг Выготского»).

## Биография
Лев Симхович Выгодский (в 1923 году изменил фамилию на Выготский) родился 5 (17) ноября 1896 года в Орше в семье выпускника Харьковского коммерческого училища, полоцкого мещанина Симхи Лейбовича (Семёна Львовича) Выгодского (1869—1931), из купеческой семьи (с 1899 года гомельского купца), и его жены, учительницы Ципы (Цыпы, Цецилии) Моисеевны Выгодской (1874—1935). Он был вторым из восьмерых детей. Уже через год семья перебралась в Гомель, где отец получил должность заместителя управляющего (впоследствии управляющего) местного отделения Соединённого банка и занимался лесоторговлей, состоял членом гомельского уездного и городского налоговых комитетов, входил в совет директоров филиалов Орловского коммерческого и Соединённого банков. Семья Выгодских была вполне зажиточной: вместе с другими наследниками покойного брата отца они владели домом в Гомеле. Образованием детей занимался частный учитель Шолом Мордухович (Соломон Маркович) Ашпиз (1876—после 1940), известный использованием так называемого метода сократического диалога и участием в революционной деятельности в составе гомельской социал-демократической организации. Значительное влияние на будущего психолога в детские годы оказал также его двоюродный брат, впоследствии известный литературный критик и переводчик Давид Исаакович Выгодский (1893—1943). После гибели отца в 1897 году Давид Выгодский с братом, сестрой и матерью Двосей Яковлевной жил в семье дяди — Семёна Львовича Выгодского и воспитывался вместе с его восемью детьми. Л. С. Выгодский впоследствии изменил одну букву в своей фамилии, чтобы отличаться от уже приобретшего известность Д. И. Выгодского.
Получив начальное образование дома, Л. С. Выготский сдал экзамены за 5 классов и поступил в 6-й класс казённой гимназии, окончил последние два класса в частной еврейской мужской гимназии А. Е. Ратнера. Продолжал заниматься древнееврейским, древнегреческим, латинским и английским языками с частными учителями, самостоятельно изучил эсперанто. В 1913 году поступил на медицинский факультет Московского университета, но вскоре перевёлся на юридический. Будучи студентом, написал двухсотстраничное исследование «Трагедия о Гамлете, принце Датском У. Шекспира» (1916), которое по окончании университета представил в качестве дипломной работы (опубликовано в 1968 году приложением ко второму изданию «Психологии искусства»). В 1916 году опубликовал статьи на литературные темы в посвящённом вопросам еврейской жизни еженедельнике «Новый путь» (в котором он работал техническим секретарём): «М. Ю. Лермонтов (к 75-летию со дня смерти)» и «Литературные заметки (Петербург, роман Андрея Белого)»; опубликовался также в издававшейся Максимом Горьким «Летописи» и «Новом мире». До 1917 года включительно активно писал на темы еврейской истории и культуры, выражая неприятие антисемитизма в русской литературе и негативное отношение к идеям социализма и коммунизма.
В 1917 году бросил занятия на юридическом факультете Московского университета и закончил обучение на историко-философском факультете Университета им. Шанявского. После октябрьской революции 1917 года на непродолжительное время переехал в Самару, а затем вернулся в Гомель, после чего с матерью и младшим братом предпринял поездку в Киев (1918), но затем вернулся в Гомель, территориально подчинённый в ту пору Украинской державе, где в это время жили его родители. В 1919 году заболел лёгочным туберкулёзом. В 1919—1923 годах вместе с двоюродным братом Давидом Выгодским работал учителем литературы в советской трудовой школе и в педагогическом техникуме, а также в профтехшколах печатников и металлистов, на вечерних курсах Губполитпросвета, на курсах по подготовке работников дошкольных учреждений, на летних курсах по переподготовке учителей, курсах культработников деревни, курсах Соцвоса, в народной консерватории и на рабфаке. Одновременно в 1919—1921 годах заведовал сначала театральным подотделом Гомельского отдела народного образования, затем художественным отделом при Губнаробразе, опубликовал более восьмидесяти театральных рецензий в газетах «Полесская правда» и «Наш понедельник» (38 из которых были переизданы посмертно). В 1922 году заведовал издательским отделом издательства «Гомпечать», в 1923—1924 годах был литературным редактором издательского отдела Гомельского губернского управления партийной и советской печати. Издал сборник стихов И. Г. Эренбурга (1919) и один номер литературного журнала «Вереск» (с Д. И. Выгодским, 1922).
В конце 1922 года поступил на работу преподавателем Гомельского педагогического техникума, а в первой половине 1923 года был занят организацией психологической лаборатории. На протяжении нескольких летних месяцев 1923 года Выготский руководил экспериментальной работой студентов Московского педологического института в кабинете-лаборатории при Гомельском педагогическом техникуме. Результаты этой работы были представлены Выготским в трёх выступлениях на II Всероссийском съезде по психоневрологии в Петрограде в начале января 1924 года, став, таким образом, его дебютом на научных конференциях. Именно на этом съезде Выготский встретил А. Р. Лурию, который был в ту пору секретарём Института экспериментальной психологии в Москве и поспособствовал его приглашению в институт в качестве аспиранта (директор института — К. Н. Корнилов). В дальнейшем это и послужило основой длительного научного альянса и сотрудничества этих двух исследователей, составивших костяк так называемого Круга Выготского — Лурии.
В 1924 году переехал в Москву, где прожил последнее десятилетие своей жизни (сюда же вскоре перебралась вся семья — его отец в последние годы жизни служил управляющим Арбатским отделением Промышленного банка).
По приглашению А. Р. Лурии работал (с 1924) в Институте экспериментальной психологии при Московском университете. Общался с А. Н. Леонтьевым, Н. А. Бернштейном, Р. О. Якобсоном, В. Б. Шкловским, И. Г. Эренбургом, О. Э. Мандельштамом, С. М. Эйзенштейном. Преподавал в МГУ и 2-м МГУ. Читал лекции в различных вузах Ленинграда и Харькова. Активный период творчества Выготского в области психологии, неврологии, дефектологии и педологии пришёлся на вторую половину 1920-х — начало 1930-х.
Летом 1925 года предпринял свою единственную поездку за границу — в качестве ответственного работника Наркомпроса посетил Международную конференцию по просвещению глухонемых детей (20—24 июня) в Лондоне. По возвращении из поездки был госпитализирован на долгий срок, а потому его диссертация была принята к защите (и зачтена как защищённая) в конце 1925 года в отсутствие автора. Весь следующий 1926 год провёл на инвалидности.
19 декабря 1927 года В. П. Кащенко был освобождён от занимаемой должности директора Медико-педагогической станции, а на его место был назначен Л. С. Выготский, который оставался на этой должности до 10 октября 1928 года и был уволен по собственному желанию. В 1929 году на базе Медико-педагогической станции был учреждён Экспериментальный дефектологический институт (ЭДИ). Его первым заведующим был Азбукин Дмитрий Иванович (зав. научно-педагогич. частью — Л. В. Занков), а с 1930 года на руководство этим учреждением был назначен И. И. Данюшевский. Выготский был приглашён в ЭДИ на внештатную должность консультанта и научного руководителя психологических лабораторий.
В 1930 г. в ходе инспекторских и аудиторских проверок Института экспериментальной психологии РАНИОН комиссией Рабкрина была выявлена неэффективность работы этого научного учреждения и нецелевое расходование выделенных бюджетных средств. В результате в ноябре 1930 г. Корнилов был отставлен от руководства институтом, институт был фундаментально реорганизован, а директором был назначен А. Б. Залкинд. Всего несколько месяцев спустя, в конце зимы — весной 1931 года, в реорганизованном и переименованном институте под руководством Залкинда и при активном участии Выготского, Лурии и др. прошла критическая научная дискуссия по обсуждению теоретических положений и практического применения так называемой «реактологической» концепции Корнилова (иначе: «реактологии» Корнилова), в ходе которой это направление в психологии было раскритиковано и снято с повестки дня института. Тогда же была изменена организационная структура института, в результате чего некоторые сотрудники утратили свои руководящие позиции (например, в составе расформированного коллективного органа управления — коллегии института). Другие сотрудники, напротив, пошли на повышение: так, например, в результате чисток и реорганизации руководящего аппарата сотрудник института с 1924 года Лев Выготский получил продвижение по службе и был переведён с должности «сотрудника 1 разряда» в «действительные члены» института (см. запись 24 от 1 марта 1931 года в трудовой книжке Выготского).
Работал также в ряде правительственных, образовательных, медицинских и исследовательских организаций в Москве, Ленинграде, Харькове и Ташкенте. В самом начале 1934 года Выготский был приглашён во Всесоюзный институт экспериментальной медицины, который создавался в то время в Москве, для организации в нём сектора психологии. Тем не менее этим планам не суждено было реализоваться: Выготский был госпитализирован в мае и 11 июня 1934 года скончался в Москве от туберкулёза.
Выготский прожил 37 лет. У него был туберкулёз, которым он заболел в молодости и с которым безуспешно боролся. Когда весной 1934 года из-за очередного приступа болезни его отвезли в санаторий в Серебряный бор, он взял с собой только одну книгу — шекспировского «Гамлета». В своей работе о «Гамлете» он ещё в юности написал: «Не решимость, а готовность — таково состояние Гамлета». Медсестра, лечившая Выготского, вспоминает, что его последние слова были: «Я готов».
Урна с прахом Л. С. Выготского была захоронена на Новодевичьем кладбище (уч. 3).

### Хронология важнейших событий жизни и карьеры
- 1922, осень — Выготский принят на работу в Гомельский педагогический техникум
- 1923, зима — весна — организация психологической лаборатории под руководством Выготского при Гомельском педагогическом техникуме
- 1923, лето — первые экспериментальные работы психологической лаборатории
- 1923, осень — завершение эмпирических исследований, начало подготовки к презентации результатов исследования на психоневрологическом съезде
- 1924, январь — участие в работе II Психоневрологического съезда в Петрограде, переезд из Гомеля в Москву, зачисление в аспирантуру и на должность в Государственный институт экспериментальной психологии в Москве (директор института — К. Н. Корнилов)
- 1924, июль — начало работы заведующим подотделом воспитания физически дефективных и умственно отсталых детей отдела социально-правовой охраны несовершеннолетних (СПОН) (завотделом СПОН — С. С. Тизанов) Главсоцвоса при Наркомпросе РСФСР; уволен с должности в 1926 году по инвалидности
- 1924, 26 ноября — 1 декабря — II съезд социально-правовой охраны несовершеннолетних (СПОН), Москва: на съезде в ходе работы секции умственной отсталости официально заявлен поворот на социальное воспитание как новое направление в развитии советской дефектологии и специальной педагогики; опубликован сборник статей и материалов под редакцией Л. С. Выготского «Вопросы воспитания слепых, глухонемых и умственно отсталых детей»
- 1925, 9 мая — рождение первого ребёнка: дочери Гиты
- 1925, лето — первая и единственная заграничная поездка: командирован в Лондон на дефектологическую конференцию; по дороге в Англию проехал через Германию, где встречался с местными психологами
- 1925 — защита диссертации на тему: «Психология искусства». 5 ноября 1925 года Выготскому без защиты (в связи с болезнью) было присвоено звание старшего научного сотрудника, эквивалентное современной степени кандидата наук. Договор на издание «Психологии искусства» был подписан 9 ноября 1925 года, но книга так и не была опубликована при жизни Выготского
- 21 ноября 1925 года по 22 мая 1926 года — госпитализация в больнице санаторного типа «Захарьино» в связи с туберкулёзом; по выписке из больницы по медицинским основаниям квалифицирован как инвалид вплоть до конца года;
- 1926 — на протяжении всего года временная нетрудоспособность по причине инвалидности, вызванной восстановлением от лечения хронического туберкулёза; опубликована первая книга Выготского «Педагогическая психология»; пишет заметки и очерки, составившие незавершённую рукопись о «кризисе психологии», впоследствии, несколько десятилетий спустя, после смерти автора опубликованную под названием Исторический смысл психологического кризиса
- 1927 — с начала года (официально — с 1 января 1927) возвращается с инвалидности, возобновляет работу в Институте экспериментальной психологии РАНИОН и в ряде др. учреждений Москвы и Ленинграда
- 1927, 17 сентября — научно-педагогическая секция Государственного Учёного Совета (ГУС) утвердила Выготского профессором
- 1927, 19 декабря — назначен на должность руководителя Медико-педагогической станции Главсоцвоса Наркомпроса РСФСР, оставался на этой должности до октября 1928 г. (уволен по собственному желанию), с 1929 года — внештатный научный консультант, руководитель психологическими лабораториями в Экспериментальном дефектологическом институте (преобразованная Медико-педагогическая станция)
- 1927, 28 декабря — 4 января 1928 г. — Первый Всероссийский педологический съезд, Москва; Выготский принимает участие в работе съезда в качестве соредактора секции трудного детства (редакторы: Л. С. Выготский и Л. В. Занков) сборника тезисов и докладов, а также представляет два доклада: «Развитие трудного ребёнка и его изучение» (на секции трудного детства) и «Инструментальный метод в педологии» (на исследовательско-методологической секции); к ним тематически примыкают, соответственно, доклады Занкова «Принципы построения комплексных программ вспомогательной школы с педологической точки зрения» и Лурии «К методике инструментально-психологического исследования»; первая публичная презентация «инструментальной психологии» как исследовательского метода и первая публичная заявка на самостоятельное научное направление в психологии, связанное с именами Выготского и Лурии[60]
- 1928 — первые публикации в духе самостоятельной психологической теории и по результатам экспериментальных исследований с использованием «инструментального метода»: опубликована серия журнальных статей на русском и английском языках и вторая книга Выготского, «Педология школьного возраста»
- 1928, декабрь — конфликт с директором Института экспериментальной психологии (ГИЭП) К. Н. Корниловым, Выготский подаёт докладную записку в коллективный орган управления института, Коллегию института; Выготский продолжает работать в Институте психологии в качестве преподавателя психологии, но с конца 1928 г. исследовательская деятельность группы Выготского-Лурии сворачивается в этой организации, а экспериментальные исследования переводятся в Академию коммунистического воспитания[61], в лабораторию психологии (Выготский и Лурия сотрудники лаборатории с 1924[62]; заведующий не позднее 1927 г. — Лурия[63])
- 1929, апрель — Выготский читает лекции в Ташкенте (вернулся в Москву в начале мая того же года)
- 1929, осень — начало первой официальной работы в системе Наркомздрава РСФСР: Выготский зачислен на работу ассистентом (впоследствии: заведующим психологической лаборатории) детской психоневрологии и экспериментальной психологии в Клинике нервных болезней 1 МГУ (уволен не позднее марта 1931 г.)[26]
- 1929, сентябрь — IX Международный психологический конгресс в Йельском университете; Лурия представил два доклада, один из которых сделан по итогам его многолетних оригинальных исследований (с применением так называемого сопряжённого моторного метода), а другой — в соавторстве с Выготским; сам Выготский в работе конгресса участия не принимал
- 1930 — рождение второго ребёнка: дочери Аси; выходит в свет третья книга (написана в соавторстве с Лурией), «Этюды по истории поведения: Обезьяна. Примитив. Ребёнок» и четвёртая книга Выготского, в трёх частях (соответственно, в 1929, 1930 и 1931 г.), «Педология подростка»
- 1930, 25 января — 1 февраля — Первый Всесоюзный съезд по изучению поведения человека («поведенческий съезд»), Ленинград; Выготский принимает участие в работе съезда в качестве члена президиума и соредактора материалов съезда по секции педологии в сборнике тезисов и докладов (другие члены президиума педологической секции и соредакторы: Басов М. Я., Выготский Л. С., Моложавый С. С. и Щелованов Н. М.), а также представляет три доклада:
  - в составе Секции психологии, рефлексологии и физиологии центральной нервной системы: «Экспериментальное исследование высших процессов поведения» (подсекция «Формы поведения»; другие значимые доклады этой подсекции: Соловьёв И. М. «Деятельность и побочное раздражение», Занков Л. В. «Исследование активного запоминания» и Лурия А. Р. «Структура психофизиологических процессов и их отражение в сопряжённой моторике»)
  - в составе Педологической Секции: «I. Развитие высших форм поведения в детском возрасте» (подсекция «Исследование культурного развития ребёнка»; другие два доклада этой подсекции: Лурия А. Р. «II. Функция знака в развитии поведения ребёнка», Леонтьев А. Н. «III. Развитие внутренней структуры высшего поведения») и «Культурное развитие аномального и трудно-воспитуемого ребёнка» (подсекция «Проблема трудновоспитуемого детства»; к нему примыкает доклад: Занков Л. В. «Активное запоминание у умственно-отсталого ребёнка (дебилика)», в той же подсекции)[64]; публичная презентация результатов систематических эмирических исследований «высших форм» и «культурного развития» в духе «инструментальной психологии» как самостоятельного научного направления в рамках «поведенческой психологии», связанного с именами исследователей Круга Выготского и Лурии[65]
- 1930, 23—27 апреля — На VI Международной конференции по психотехнике в Барселоне заочно зачитан итоговый доклад Л. С. Выготского «Le problème des fonctions intellectuelles supérieures dans le système des recherches psychotechniques» (тезисы доклада были также опубликованы и на русском языке в 1930 году: «Проблема высших интеллектуальных функций в системе психотехнического исследования» в журнале Психотехника и психофизиология труда); первая публичная презентация результатов эмпирических исследований исследователей Круга Выготского и Лурии как объединённого проекта по изучению «высших форм» и «культурного развития» в условиях нормального и аномального развития[66]
- 1930, лето — из Берлина переезжают в Советский Союз и приступают к работе в сотрудничестве с исследователями Круга Выготского — Лурии бывшие студентки Курта Левина Нина Каулина и Гита Биренбаум[67]: начало полномасштабного пересмотра исследовательской программы и сближения «инструментальной» и «культурно—исторической» психологии Выготского с немецко—американским гештальтистским движением в психологии[68][69]
- 1930, 9 октября — доклад о психологических системах, сделанный в Клинике нервных болезней 1 МГУ: заявлено начало новой исследовательской программы, нацеленной на изучение психологических систем; фактический отказ от изучения от изолированных «психологических функций»
- 1931, январь — февраль — приказом по Наркомздраву от 17 февраля 1931 Выготский зачислен на работу в должности замдиректора по научной части Института ОЗДиП им. Х-летия Октябрьской революции[26]
- 1931, 1 марта — из научного сотрудника 1-го разряда переведён в действительные члены Государственного института психологии, педологии и психотехники (директор института — А. Б. Залкинд)[6]
- 1931, 2—3 марта — реактологическая дискуссия в Государственном институте психологии, педологии и психотехники; в ходе обсуждения Выготский и Лурия публично отказываются от «реактологии» и механицизма «инструментального периода» 1920-х годов[56][70]
- 1931, май — август: первая психологическая экспедиция Лурии в Среднюю Азию (при заочном участии Выготского)[71]; третья ученица Курта Левина Блюма Зейгарник переезжает из Берлина в Москву и присоединяется к Кругу Выготского — Лурии; Выготский поступил на учёбу на медицинский факультет в Украинскую психоневрологическую академию в Харькове, где учился заочно вместе с А. Р. Лурией
- 1931, 22 октября[72] — смерть отца
- 1932, март — доклад Выготского в Институте научной педагогики: первая публичная презентация исследовательского проекта и проекта книги «Мышление и речь»
- 1932, лето — вторая психологическая экспедиция Лурии в Среднюю Азию (при непосредственном участии Курта Коффки и заочном участии Выготского)[71]
- 1932, декабрь — доклад о сознании в Москве, формальное расхождение с группой Леонтьева в Харькове
- 1933, апрель — май — Курт Левин останавливается в Москве проездом из США (через Японию), встречи с Выготским
- 1934, январь — февраль — Выготский получает приглашение и начинает работу над созданием специализированного психологического отдела во Всесоюзном институте экспериментальной медицины (ВИЭМ), в Москве
- 1934, 9 мая — Выготский переведён на постельный режим
- 1934, 11 июня — смерть
- 1934, декабрь — выход в свет посмертного сборника работ 1928—1934 гг. под названием «Мышление и речь»

### Места работы после 1924 года
- Московский государственный институт экспериментальной психологии (с 1924 — научный сотрудник 2 разряда, с 1931 — действительный член)
- Государственный институт научной педагогики (ГИНП) при ЛГПИ и в ЛГПИ им. А. И. Герцена (в 1927—1934)
- Академия коммунистического воспитания имени Н. К. Крупской (АКВ) (1929—1931)
- Клиника нервных болезней при Первом Московском государственном университете (1-й МГУ) (в должности ассистента, затем заведующего психологической лабораторией; см. Россолимо, Григорий Иванович) (1929—1931)
- Второй Московский государственный университет (2-й МГУ) (1927—1930), а после реорганизации 2-го МГУ —
  - Московский педагогический государственный университет (МГПИ им. А. С. Бубнова) (1930—1934; заведующий кафедрой педологии трудного детства)
  - 2-й Московский государственный медицинский институт (МГМИ) (1930—1934; заведующий кафедрой общей и возрастной педологии)
  - Исследовательский институт научной педагогики при 2-м МГУ (вплоть до ликвидации института в 1931 г.)
- Институт по изучению высшей нервной деятельности при Секции естествознания Комакадемии  (член секции с 17.03.1930: АРАН. Ф.350. Оп.3. Д.286. ЛЛ.235-237об )
- Государственный научный институт охраны здоровья детей и подростков имени 10-летия Октябрьской революции (с начала 1931 г. в должности зам. директора института по научной части)
- Экспериментальный дефектологический институт (ЭДИ им. М. С. Эпштейна) (1929—1934, научный руководитель исследовательской лаборатории)

Также читал курсы лекций в ряде учебных заведений и исследовательских организаций Москвы, Ленинграда, Харькова и Ташкента, например в Средне-азиатском государственном университете (САГУ) (в апреле 1929 года).

### Семья и родственники
- Родители — Симха Лейбович (Симон Лейбович, Семён Львович) Выгодский (1869 — 22 октября 1931[72]) и Ципа (Цецилия) Моисеевна Выгодская (1874 — 25 мая 1935[72])[73]. Отец Л. С. Выготского был одним из организаторов «Общества распространения просвещения среди евреев», в рамках которого в Гомеле открылась общественная публичная библиотека.
  - Сёстры и брат[74]:

Хая-Анна Семёновна Выгодская-Хавина (26 мая 1895 — 6 июня 1936).
Зинаида Семёновна (Зельда Симховна) Выгодская (12 (25) апреля 1898 — 4 декабря 1981), лингвист, автор русско-английских и англо-русских словарей, переводчик.
Эстер Семёновна (Эся Симховна) Выгодская (21 октября 1899—1969).
Клавдия Семёновна (Кейля Симховна) Выгодская (7 марта 1904—1975), лингвист, автор русско-французских и французско-русских словарей.
Мария Семёновна Выгодская (1907—1990).
Давид (24 октября 1905—1918 или 1919).
- Жена (с 1924 года) — Роза Ноевна Смехова (1899—1979)[82].
  - Дочери:

Гита Львовна Выгодская (1925—2010) — психолог и дефектолог, кандидат психологических наук, научный сотрудник НИИ дефектологии, соавтор биографии «Л. С. Выготский. Штрихи к портрету» (1996) (её дочь — Елена Евгеньевна Кравцова (1950—2020), доктор психологических наук, профессор, в прошлом — зав. кафедрой проектирующей психологии и директор Института психологии им. Л. С. Выготского РГГУ).
Ася Львовна Выгодская (1930—1985), кандидат биологических наук, научный сотрудник НИИ онкологии.
- Двоюродный брат — Давид Исаакович Выгодский, поэт, литературовед, переводчик (его жена — детская писательница Эмма Иосифовна Выгодская).

## Научный вклад
Становление Выготского как учёного совпало с периодом перестройки советской психологии на основе методологии марксизма, в которой он принял активное участие. В поисках методов объективного изучения сложных форм человеческой деятельности и поведения личности Выготский подверг критическому анализу ряд философских и большинство современных ему психологических концепций («Смысл психологического кризиса», незаконченная рукопись, 1926), показывая бесплодность попыток объяснить поведение человека, сводя «высшие» формы поведения к «низшим» элементам.
Исследуя речевое мышление, Выготский по-новому решает проблему локализации высших психологических функций как структурных единиц деятельности мозга. Изучая развитие и распад высших психологических функций на материале детской психологии, дефектологии и психиатрии, Выготский приходит к выводу, что структура сознания — это «динамическая смысловая система» находящихся в единстве аффективных, волевых и интеллектуальных процессов.
Несмотря на то, что обозначение «культурно-историческая теория» лишь однажды встречается в текстах самого Выготского, это название впоследствии прижилось и среди ряда научных деятелей, позиционировавших себя последователями Выготского. С начала XXI века происходит исторический анализ упущенных возможностей в оригинальной теории Выготского. Пересматриваются традиционные оценки творческого наследия Выготского советского периода.
Выготский определяет педагогическую деятельность как особую человекоориентированную деятельность 1926. Однако данное направление им в дальнейшем не углублено.
Разрабатываются новые пути развития на современном этапе, — изначально задуманные автором, но впоследствии забытые или проигнорированные в советской психологии XX века (см., напр.). Это интеллектуальное движение в ряде недавних публикаций стало широко известно как «ревизионистская революция» в выготсковедении.
Думать и говорить
Выготского особенно интересовали отношения между этими двумя процессами в седьмой главе книги «Мышление и речь», написанной незадолго до его смерти в 1934 году. Он предположил, что речь и мышление не являются ни тождественными, ни полностью отдельными процессами. Говорение не выражает мышление, но мышление имеет место в нём и, таким образом, принимает социальную форму: «По своей структуре речь не является зеркальным отражением структуры мышления. Поэтому его нельзя запомнить, как готовое платье. Речь не служит выражением законченной мысли. Когда мысль превращается в речь, она трансформируется, меняется. Мысль не выражается в слове, но имеет место в слове».
В своих размышлениях о речи и мышлении Выготский использовал русский термин «речь» (речь, говорение), а не язык (язык в смысле системы знаков). Это показывает другой взгляд на язык, чем в контексте инструментальной психологии, которая фокусировалась на языке как статическом психологическом инструменте. Более поздняя концепция языка Выготского отражает лингвистический дискурс его времени об исполнительном характере и функциональности речи, в который внесли свой вклад такие авторы, как Лев П. Якубинский, Михаил М. Бахтин и Валентин Н. Волошинов.
Выготский имел дело с тремя формами речи, которые различаются по функциям и структуре: устной внешней, устной внутренней и письменной. Внутренняя речь развивается через интериоризацию внешней речи и становится формально и функционально другим типом речи. Промежуточная стадия этого развития в онтогенезе — эгоцентрическая речь ребёнка, наблюдаемая Жаном Пиаже. Эгоцентричная и внутренняя речь, по Выготскому, сохраняют социальный характер внешней речи, хотя служат не для диалога с другими людьми, а для разговора с самим собой.

### Учение о «высших психологических» процессах
На протяжении всего десятилетия своей научной карьеры психолога (1924-34) Выготский всегда понимал смысл своей научной работы как разработку учения о «высших психологических» процессах, явлениях, функциях, системах функций, форм поведения, и т. п. При этом он подчёркивал важность понимания этих явлений именно как «высших психологических»: «Сознание определяет жизнь (образ), но оно само возникает из жизни и образует её момент: ergo жизнь определяет жизнь через сознание. Как только мы оторвали мышление от жизни (от динамики) — взяли его как понятие психического, а не психологического, — мы закрыли себе всякий путь к выяснению и объяснению его главнейшего свойства: определять образ жизни и поведения, действовать, влиять».
При этом Выготский подчёркивал принципиальную важность различения психологических и психических явлений с точки зрения диалектической психологии и, в частности, его психологической теории:

Диалектическая психология … не смешивает психические и физиологические процессы, она признаёт несводимое качественное своеобразие психики, она утверждает только, что   п с и х о л о г и ч е с к и е  процессы едины. Мы приходим, таким образом, к признанию своеобразных психофизиологических единых процессов, представляющих высшие формы поведения человека, которые мы предлагаем называть психологическими процессами, в отличие от психических и по аналогии с тем, что называется физиологическими процессами.
Более того, в своих работах, опубликованных при жизни их автора, Выготский никогда не использовал выражения «высшие психические» для описания явлений, которые описывала и изучала его психологическая теория. Тем не менее сразу после его смерти тексты Выготского стали подвергаться систематической правке при подготовке к публикации, что в конечном счёте привело к системным и фатальным фальсификациям его научного наследия в послевоенных публикациях работ Выготского на протяжении всего советского периода 1950-х — 1980-х годов. Помимо «высших психологических функций» (точнее: систем таких функций), разного рода фальсификациям и манипуляциам подверглись и другие понятия и выражения, которые встречаются в текстах Выготского разных периодов его жизни, например: «интериоризация» (interiorization, internalization), «зона ближайшего развития» (the zone of proximal development), «опосредование» (mediation) и ряд других. Суммарно, эти текстовые и смысловые подмены привели к системному и массированному искажению практически всего концептуального аппарата теоретических построений этого автора.

### Культурно-историческая теория
Самое яркое выражение посмертной фальсификации наследия Выготского представлено в так называемой «культурно-исторической» теории Выготского. В незаконченной и неозаглавленной рукописи работы, опубликованной в искажённом виде в 1960 г. под названием «История развития высших психических функций» (название дано по первым словам фальсифицированного текста, работа над рукописью завершена не позднее 1930) и представленной, как основная теоретическая работа этого автора, дано развёрнутое изложение культурно-исторической теории развития психики, согласно которой необходимо различать низшие и высшие психологические функции и, соответственно, два плана поведения — натуральный, природный (результат биологической эволюции животного мира) и культурный, общественно-исторический (результат исторического развития общества), слитые в развитии психики.
Гипотеза, выдвинутая Выготским, предлагала новое решение проблемы соотношения низших (элементарных) и высших психологических функций. Главное различие между ними состоит в уровне произвольности, то есть натуральные психологические процессы не поддаются регуляции со стороны человека, а высшими психологическими функциями люди могут сознательно управлять. Выготский пришёл к выводу о том, что сознательная регуляция связана с опосредованным характером высших психологических функций. Между воздействующим стимулом и реакцией человека (как поведенческой, так и мыслительной) возникает дополнительная связь через опосредующее звено — стимул-средство, или знак.
Отличие знаков от орудий, также опосредующих высшие психологические функции, культурное поведение, состоит в том, что орудия направлены «вовне», на преобразование действительности, а знаки «внутрь», сначала на преобразование других людей, затем — на управление собственным поведением. Слово — средство произвольного направления внимания, абстрагирования свойств и синтеза их в значение (формирования понятий), произвольного контроля собственных психологических операций.
Наиболее убедительная модель опосредованной активности, характеризующая проявление и реализацию высших психологических функций, — «ситуация буриданова осла». Эта классическая ситуация неопределённости, или проблемная ситуация (выбор между двумя равными возможностями), интересует Выготского прежде всего с точки зрения средств, которые позволяют преобразовать (решить) возникшую ситуацию. Бросая жребий, человек «искусственно вводит в ситуацию, изменяя её, не связанные ничем с ней новые вспомогательные стимулы». Таким образом, брошенный жребий становится, по Выготскому, средством преобразования и разрешения ситуации.
Он отмечал, что операция с бросанием жребия обнаруживает новую и своеобразную структуру, так человек сам создаёт стимулы, определяющие его реакции, и употребляет эти стимулы в качестве средств для овладения процессами собственного поведения.
Разрабатывая метод исследования высших психологических функций, Выготский руководствуется принципом «проявления великого в самом малом» и помимо бросания жребия анализирует такие явления, как «завязывание узелка на память» и счёт на пальцах.
В последние годы жизни Выготский основное внимание уделял изучению отношения мысли и слова в структуре сознания. Его работа «Мышление и речь» (1934), посвящённая исследованию этой проблемы, является основополагающей для советской психолингвистики. В данной работе Выготский указывает на различный генезис развития мышления и речи в филогенезе и что отношения между ними не являются постоянной величиной. В филогенезе обнаруживается доречевая фаза интеллекта, а также доинтеллектуальная фаза развития самой речи. Но в процессе онтогенетического развития в какой-то момент мышление и речь пересекаются, после чего мышление становится речевым, а речь интеллектуальной.
Внутренняя речь, по Выготскому, развивается путём накопления длительных функциональных и структурных изменений. Она ответвляется от внешней речи ребёнка вместе с дифференцированием социальной и эгоцентрической функции речи, и, наконец, речевые функции, усваиваемые ребёнком, становятся основными функциями его мышления.
Первый академический учебник по культурно-исторической психологии, The Cambridge Handbook of Cultural-Historical Psychology, вышел в 2014 году в издательстве Кембриджского университета.

### Эстетическая теория
В процессе анализа художественного произведения Выготский предлагает выделить два структурных элемента — форму и материал. В определение материала Выготский включает два понятия: материал в аристотелевском значении — то, из чего состоит элемент (если мы говорим о литературе — слова, звуки), и непосредственно само содержание произведения, его смысл, внутреннюю суть, то есть то, о чём оно рассказывает (далее понятия «содержание» и «материал» взаимозаменяемы). Под формой подразумевается жанр, стиль и структура подачи материала. Чтобы сделать свою эстетическую теорию более утилитарной и наглядной, Выготский прибегает к следующим метафорическим инструментам. Предлагается рассматривать произведение как антропоморфный субъект со своей анатомией и физиологией. Анализируя художественное произведение, необходимо не только выделить его анатомические особенности, то есть его строение, но и обратить внимание на физиологию текста — как различные характеристики текста взаимодействуют между собой. Разбор литературного произведения состоит в том, что сначала необходимо разделить фабулу и сюжет, а потом на физиологическом уровне показать их взаимодействие. До Выготского считалось, что два этих структурных элемента гармонично кооперируются: форма помогает содержанию проявить себя, содержание находит себя в адекватной ему форме. Позиция же Выготского на этом этапе анализа противоположна: отношения между формой и содержанием — это не содействие, это борьба. И удачно то произведение, в котором форма одерживает верх. Именно в этом случае происходит некий энергетический выплеск, который называется эстетической реакцией. Эстетическая реакция — художественный психологический продукт, возникающий из преодоления формой содержания.

### Возрастная и педагогическая психология
В работах Выготского подробно рассмотрена проблема соотношения роли созревания и обучения в развитии высших психологических функций ребёнка. Так, он сформулировал важнейший принцип, согласно которому сохранность и своевременное созревание структур мозга есть необходимое, но недостаточное условие развития высших психологических функций. Главным же источником для этого развития является изменяющаяся социальная среда, для описания которой Выготским введён термин социальная ситуация развития, определяемая как «своеобразное, специфическое для данного возраста, исключительное, единственное и неповторимое отношение между ребёнком и окружающей его действительностью, прежде всего социальной». Именно это отношение определяет ход развития психики ребёнка на определённом возрастном этапе.
Л. С. Выготский отмечал, что культура создаёт особые формы поведения и видоизменяет деятельность психологической функции. В этой связи понятие культурного развития ребёнка объясняется им как процесс, соответствующий индивидуальному развитию, совершавшемуся в процессе исторического развития человечества. В развитии ребёнка повторяются оба типа человеческого развития: биологический и культурно-исторический. Иными словами, эти два типа развития находятся в диалектическом единстве.
Существенным вкладом в педагогическую психологию является введённое Выготским понятие зона ближайшего развития. Зона ближайшего развития — «область не созревших, но созревающих процессов», объемлющие задачи, с которыми ребёнок на данном уровне развития не может справиться сам, но которые способен решить с помощью взрослого; это уровень, достигаемый ребёнком пока лишь в ходе совместной деятельности с взрослым.

## Влияние Выготского
Культурно-историческая теория Выготского породила крупнейшую в советской психологии школу, из которой вышли А. Н. Леонтьев, А. Р. Лурия, А. В. Запорожец, Л. И. Божович, П. Я. Гальперин, Д. Б. Эльконин, П. И. Зинченко, Л. В. Занков и др.
В 1970-е годы теории Выготского стали вызывать интерес в американской психологии. В последующее десятилетие все основные труды Выготского были переведены и легли, наряду с Пиаже, в основу современной образовательной психологии США. С именем советского психолога в Северной Америке связывают возникновение социального конструктивизма.

## Критика
Не будет преувеличением назвать Л. С. Выготского гениемА. Р. Лурия

### Ревизионистское движение (А. Ясницкий)
Согласно подходу, развиваемому А. Ясницким и его единомышленниками, в отношении Л. С. Выготского существует «культ личности», препятствующий адекватному пониманию его наследия. А. Ясницкий развивает направление, названное «ревизионистским движением в выготсковедении».
Современное положение в развитии наследия Выготского в России и за рубежом нередко характеризуется ими как «культ Выготского» (Vygotsky cult, the cult of Vygotsky, the cult of personality around Vygotsky): «В настоящее время в психологии существует некий „культ Выготского“, слепое поклонение, редко когда основанное на понимании и прочтении работ этого, бесспорно, выдающегося учёного». Культ Выготского зародился в Советском Союзе в 1960-е годы, когда сформировалось представление о всемирном значении этого исследователя и его научного наследия и состоялась его канонизация: «чтобы новое „открытие“ Выготского стало возможным без кардинального пересмотра советской психологии как таковой, надо было канонизировать учёного как культуротворческую фигуру мирового масштаба: только так в 1960—1970-е годы можно было вывести наследие Выготского из сферы влияния официальных психологических и педагогических институций».
Исследования десятилетия 2010-х годов, проведённые в рамках «ревизионистского поворота» в выготсковедении, выявили не только систематические и массированные фальсификации и искажения наследия этого автора, но и зафиксировали стремительное падение популярности Выготского во всём мире, начавшееся в 2016—2017 годах и даже ускорившееся в 2018 году. Эта ситуация характеризуется как «пузырь Выготского», иначе: «Vygotsky bubble» и фундаментальный кризис в мировой «выготскиане». Причины этого кризиса ещё не до конца ясны.
Культ Выготского является основным препятствием на пути критического изучения, освоения и дальнейшего развития идей, связанных с именем этого исследователя и автора. Так, по словам известного российского философа и методолога В. М. Розина, «был период развития советской психологии и гуманитарной мысли, когда творчество Л. С. Выготского замалчивалось и фактически было под запретом. Сегодня мы имеем дело с противоположной тенденцией: Л. С. Выготский почти канонизирован и критика в его адрес кажется если и не неприличной, то по меньшей мере странной. Сегодня мышление и творчество создателя советской психологии рассматриваются, как образцовые, безусловно, не лишённые поиска и проблем, но всё же правильные в своей основе, выдержавшие испытание временем. Но так ли это на самом деле?»
Современное положение дел в критическом международном выготсковедении XXI века характеризуется как преодоление культа Выготского и «ревизионистская революция в выготсковедении».
Критика научного наследия Выготского и различных его интерпретаций началась ещё в 1960-е годы в Советском Союзе и эпизодически, но непрерывно продолжалась, вопреки советской цензуре, вплоть до 1990-х годов. В этой связи авторами «ревизионистского движения» приводятся воспоминания А. В. Брушлинского: «С замиранием сердца я ожидал возможной дискуссии в печати по итогам моего анализа, но ответом на него было почти полное молчание…»
В качестве одной из самых ранних ревизионистских оценок наследия Выготского и его места в мировой психологии сторонники «ревизионстского движения» приводят позицию А. М. Эткинда, сформулированную в начале 1990-х: «Л. С. Выготский не был одиноким героем из ницшеанско-большевистской мифологии; тем более не был он мессией, ниоткуда явившимся спасать психологию и сразу нашедшим в ней верных апостолов. Это был человек культуры, интеллектуал, действовавший в основном русле современных ему эстетических, философских, политических и просто жизненных идей. Не родоначальник новых принципов, взявший их из недр своей одарённости, а один из представителей самых модных течений, владевших умами своего поколения. Не вундеркинд, родившийся марксистом, а литератор постсимволистской эпохи, пришедший к психологии и марксизму по сложным и характерным путям. Не „Моцарт психологии“, а человек своего времени, удачно приложивший его культурный опыт в новой и неожиданной области». По мнению сторонников «ревизионистского движения», эта оценка была в значительной мере проигнорирована русскоязычным психологическим сообществом.
За пределами Восточной Европы волна литературы с критикой «выготскианского» наследия зародилась, по сравнению с СССР, с некоторым запозданием и возникла как реакция на рост его популярности в ходе десятилетия 1980-х, последовавшего за публикацией на Западе в 1978 году основательно отредактированного сборника, по признанию его редакторов, «сконструированного» из текстов самого Выготского и других, неназванных авторов, вышедшего под именем Льва Выготского и под названием Mind in society.
По мнению авторов «ревизионистского движения», первые критические публикации западной «выготскианы» появились уже в 1980-е — 1990-е годы., а особенно — в 21 столетии. Число критических публикаций неуклонно возрастало всё это время и лишь в 2000-е годы окончательно оформилось в ходе «ревизионистской революции» в выготсковедении. Ревизии подвергаются как качество переводов Выготского и многочисленных участников круга Выготского и аутентичность его текстов, опубликованных в Советском Союзе на русском языке, так и основные теоретические постулаты и научные «новшества» Льва Выготского.
Сторонники «ревизионистского движения» утверждают, что эта критическая литература вносит большой вклад в переоценку исторической роли и теоретического наследия Выготского в контексте современной науки. «Ревизионистское движение» включает в себя учёных из Аргентины, Бразилии, Великобритании, Германии, Греции, Израиля, Италии, Канады, Китая (Гонконга), Кореи, Мексики, Нидерландов, России, США, Украины, Франции и Южной Африки и стремительно растёт в наши дни. (Но что они взамен предлагают?)
Современная ситуация в изучении наследия Выготского в России и за рубежом характеризуется как «культ Выготского», связанный не только с системными фальсификациями его текстов, но и некритическим и искажённым представлением о его концепциях и идеях в работах его самопровозглашённых последователей и поклонников.

#### Полное собрание сочинений Выготского
Существенным компонентом ревизионистского движения в выготсковедении является работа над добровольным, некоммерческим научно-издательским проектом «PsyAnima. Полное собрание сочинений Выготского» («PsyAnima Complete Vygotsky» project), в ходе которой целый ряд текстов Выготского впервые становится свободно доступен широкому кругу читателей, причём в виде, очищенном от цензуры, редакторских вмешательств, искажений и фальсификаций в посмертных советских изданиях более позднего времени.
Эта издательско-редакторская работа подкрепляется потоком критических исследований и научных публикаций по вопросам текстологии, истории, теории и методологии психологической теории Выготского и участников круга Выготского — Лурии. Научное наследие Л. С. Выготского остаётся востребованным в наши дни. Учёные из различных областей наук о человеке обращаются к трудам Выготского; преподаватели и студенты, практикующие педагоги, психологи и клиницисты, опираясь на идеи великого мыслителя первой половины XX века, чувствуют гениальность и актуальность его произведений вчера, сегодня и завтра.

#### Оценка деятельности «ревизионистского движения»
Т. В. Ахутина в статье «О ревизионизме в "выготсковедении". Комментарий к статье А. Ясницкого и Э. Ламдана „В августе 1941-го“» (2017) сообщает следующее:
- «…ещё в 2010 году своё направление авторы называли более нейтрально — „архивная революция“, а в 2012-м поменяли название на эмоционально окрашенное „ревизионистская революция“… И с 2012 года резко усиливается именно критический, „разоблачительный“ характер текстов».
- «В приведенном в обсуждаемой статье обзоре авторы хотят создать у читателя впечатление, что именно это направление является сейчас ведущим в изучении наследия Выготского. Но это отнюдь не так. Например, в обзоре видное место занимают работы Екатерины Завершневой. Но они могут быть отнесены только к „архивной революции“. Этому автору чужд разоблачительный пафос А. Ясницкого и его последователей. Основная граница „ревизионистского поворота“ как раз и проходит по линии эмоциональной окраски, „разоблачительной“ субъективной пристрастности исследовательской мысли авторов».
- «Для работ Ясницкого характерно обилие фактического материала, дотошное выкапывание фактов, но понимание сути того, что стоит за фактами, ускользает от него».
- «Фрейзер и Ясницкий в качестве довода, что официального запрета на публикации и цитирование Выготского не было, приводят факт, что и С. Л. Рубинштейн в „Основах общей психологии“ и А. Р. Лурия в „Травматической афазии“ цитируют Выготского». Комментируя это утверждение, Т. В. Ахутина приводит данные своего «маленького исследования»: «В 1948 году в „Травматической афазии“ на 365 страницах текста, судя по указателю авторов, Лурия цитирует Выготского 10 раз… Первая ссылка на Выготского (с. 56) идет „под прикрытием“ П. К. Анохина… На с. 85 Лурия говорит о внутренней речи в соответствии с пониманием её Выготским, но ссылки в тексте на Выготского нет, он называется лишь в указателе авторов. Все остальные ссылки на Выготского, вынесенные в указатель, всегда даются в „обойме“ авторов, то есть опять же „под прикрытием“. Лишь один раз Лурия упоминает книгу „Мышление и речь“ (с. 77), но именно эта ссылка отсутствует в указателе авторов… На мой взгляд, техника цитирования „под прикрытием“ говорит о наличии запрета…» Приводятся и другие доказательства наличия запрета, в том числе документальные (по словам Т. В. Ахутиной, известные соавтору А. Ясницкого).
- «Предвзятое отношение, стремление „развенчать“, „разоблачить“ может сослужить для историка плохую службу. Именно это мы и видим, читая ревизионистские статьи А. Ясницкого с коллегами».
- «Отдавая дань благодарности А. Ясницкому и его соавторам за активность в поиске новых фактов, мы (коллеги и читатели) должны быть осторожными в принятии на веру их выводов: публикации „ревизионистов“ могут вводить читателей в заблуждение в связи с предвзятым выбором и толкованием фактов».
- «Замалчивание одних данных и тенденциозный анализ других фактов, пристрастность в обсуждении, в частности стремление обязательно „демифологизировать“ научную значимость работ Л. С. Выготского и ученых его круга, приводит А. Ясницкого и его соавторов к искажению исторической картины развития психологической науки».

## Память
- Издательство «Наше Всё»
- Факсимильные издания, вышедшие и бесплатно доступные в рамках некоммерческого издательского проекта PsyAnima Полное собрание сочинений Выготского
- Институт психологии имени Л. С. Выготского РГГУ.
- Гомельский государственный педагогический колледж имени Л. С. Выготского[157].
- Памятная доска Льву Выготскому в Гомеле (2016) на здании областной филармонии. Именно здесь в начале XX века жила семья учёного. Надпись: "В этом доме с 1897 по 1924 год жил выдающийся ученый, основатель культурно-исторической психологии Лев Семенович Выготский 17.11.1896—11.06.1934 гг.".
- В честь Льва Выготского названа улица в микрорайоне Новинки в Минске и переулок в центре Москвы (2015)
- Именная аудитория в Институте образования НИУ ВШЭ
- Именная аудитория в Московском государственном психолого-педагогическом университете.
- 23 мая 2023 года Гомельскому государственному университету имени Франциска Скорины передана скульптура Льва Выготского. Бюст размещён на факультете психологии и педагогики[158].

## Комментарии
1. ↑  Выготский, Л. С. (в черновике неоконченной работы «(Исторический) Смысл психологического кризиса»[7], написан в 1926—1927 годах, опубликован в статусе завершённой и основной работы этого автора в 1982): «Наша наука в такой мере будет становиться марксистской, в какой мере она будет становиться истинной, научной; и именно над превращением её в истинную, а не над согласованием её с теорией Маркса мы будем работать. По самому смыслу слова и по существу дела мы не можем говорить: „марксистская психология“ в том смысле, в каком говорят: ассоциативная, экспериментальная, эмпирическая, эйдетическая психология. Марксистская психология есть не школа среди школ, а единственная истинная психология как наука; другой психологии, кроме этой, не может быть. И обратно: всё, что было и есть в психологии истинно научного, входит в марксистскую психологию — это понятие шире, чем понятие школы или даже направления. Оно совпадает с понятием научной психологии вообще, где бы и кем бы она ни разрабатывалась.»

## Научные библиографии работ Л. С. Выготского
- Библиография Ван дер Веера и Ясницкого (2016): Van der Veer & Yasnitsky (2016). Vygotsky’s published works: a(n almost) definitive bibliography. In: Yasnitsky, A. & van der Veer, R. (Eds.) (2016). Revisionist Revolution in Vygotsky Studies (pp. 243–260). London and New York: Routledge
- Библиография Лифановой (1996): Лифанова (1996). Библиографический указатель трудов Л. С. Выготского — Традиционная и устаревшая библиография, включает 275 названий

## Труды Л. С. Выготского

### Прижизненные оригинальные издания
- Выготский Л. С. (1929, 1930 и 1931). Педология подростка: в трёх томах, 1929, 1930 и 1931; изд-во БЗО 2 МГУ (т. 1 и 2) и ЦИПККНО (т. 3)
- Выготский Л. С. (1934). Мышление и речь (idem, idem) М.-Л.: Соцэкгиз, 1934. Подписана к печати в декабре 1934 года.
- Фашизм в психоневрологии.— М.-Л.: Биомедгиз, 1934.

### Тексты, изданные посмертно
- Психология искусства (книга написана и подготовлена к публикации в 1925-26; первая публикация в 1965 г.)
  - Выготский Л. С. Психология искусства (idem, pdf) / Общ. ред. В. В. Иванова, коммент. Л. С. Выготского и В. В. Иванова, вступит. ст. А. Н. Леонтьева. 3-е изд. М.: Искусство, 1986. 573 с.
- Сознание как проблема психологии поведения (1924/5)
- Исторический смысл психологического кризиса (1927)
- Проблема культурного развития ребёнка (1928)
- Конкретная психология человека (1929)
- Орудие и знак в развитии ребёнка (1930) (в соавторстве с А. Р. Лурия)
- Этюды по истории поведения: Обезьяна. Примитив. Ребёнок (1930) (в соавторстве с А. Р. Лурия)
- История развития высших психических функций (1931)
- Лекции по психологии (1. Восприятие; 2. Память; 3. Мышление; 4. Эмоции; 5. Воображение; 6. Проблема воли) (1932)
- Проблема развития и распада высших психических функций (доклад 1934 года)
- Выготский Л. С. Основы дефектологии. — Москва: Издательство Юрайт, 2021. — С. 332. — ISBN 978-5-534-11695-3.

## Переводы
- http://www.marxists.org (англ.)
- Некоторые переводы на немецкий: http://th-hoffmann.eu
- Denken und Sprechen: psychologische Untersuchungen / Lev Semënovic Vygotskij. Hrsg. und aus dem Russ. übers. vom Joachim Lompscher und Georg Rückriem. Mit einem Nachw. von Alexandre Métraux (нем.)